# Abruzzo
Abruzzo (phát âm [aˈbruttso]) là một vùng ở Nam Ý, với diện tích 10.763 km vuông (4,156 sq mi) và dân số 1,3 triệu người. Biên giới phía tây của nó cách Roma 80 km (50 mi) về phía đông. Vùng được chia ra làm bốn tỉnh L'Aquila, Teramo, Pescara, và Chieti. Abruzzo giáp với vùng Marche về phía bắc, Lazio về phía tây và tây nam, Molise về phía đông nam, và biển Adriatic về phía đông. Về địa lý, Abruzzo gồm một khu vực đồi núi ở mạn tây (gồm Gran Sasso D'italia), và một khu vực ven biển ở mạn đông. Abruzzo về văn hóa và lịch sử là một vùng Nam Ý, dù về địa lý nó thuộc miền Trung. ISTAT ghi nhận rằng đây là một vùng miền Nam, một phần là bởi quan hệ lịch sử của nó với vương quốc Hai Sicilia.
Abruzzo được biết đến như "vùng xanh nhất châu Âu" vì một phần ba lãnh thổ của nó (rộng nhất châu Âu) là vườn quốc gia và khu bảo tồn thiên nhiên: ba vườn quốc gia, một vườn địa phương, và 38 khu bảo tồn thiên nhiên. Điều này đảm bảo cho sự sống sót của 75% sinh vật sống ở châu Âu, gồm cả những loài động vật hiếm, như đại bàng vàng, sơn dương chamois, sói Appennini, và gấu nâu Marsica. Abruzzo còn có Calderone, sông băng nằm xa nhất về phía nam của châu Âu.
Nhà báo và nhà ngoại giáo thế kỷ mười chín Primo Levi (không nên nhầm lẫn với tác giả và người sống sót khỏi Holocaust, Primo Levi) nói rằng "forte e gentile" (mạnh mẽ và dịu dàng) là những từ đúng nhất để mô tả vẻ đẹp và tính cách con người nơi đây. "Forte e gentile" từ đó đã trở thành khẩu hiệu của vùng.

## Phân vùng hành chính
Vùng này được chia làm 4 tỉnh
| Tỉnh          | Diện tích (km²) | Dân số  | Mật độ (inh./km²) |
| ------------- | --------------- | ------- | ----------------- |
| Tỉnh Chieti   | 2.588           | 396.190 | 153.1             |
| Tỉnh L'Aquila | 5.034           | 308.876 | 61.3              |
| Tỉnh Pescara  | 1.225           | 318.701 | 260.1             |
| Tỉnh Teramo   | 1.948           | 308.769 | 158.5             |